# Armée de terre espagnole
L'Armée de terre espagnole (Ejército de tierra) est la composante terrestre des Forces armées espagnoles.
Elle a pour mission, conformément à l'article 8 de la Constitution espagnole, d'assurer la souveraineté et l'indépendance de l'Espagne et de défendre son intégrité territoriale ainsi que l'ordre constitutionnel.
C'est l'une des armées de terre les plus anciennes du monde, étant en service à partir du XVe siècle apr. J.-C. Le quartier général de l'Armée de terre espagnole est situé au Palais Buenavista de Madrid.

## Historique

### XVIesiècle

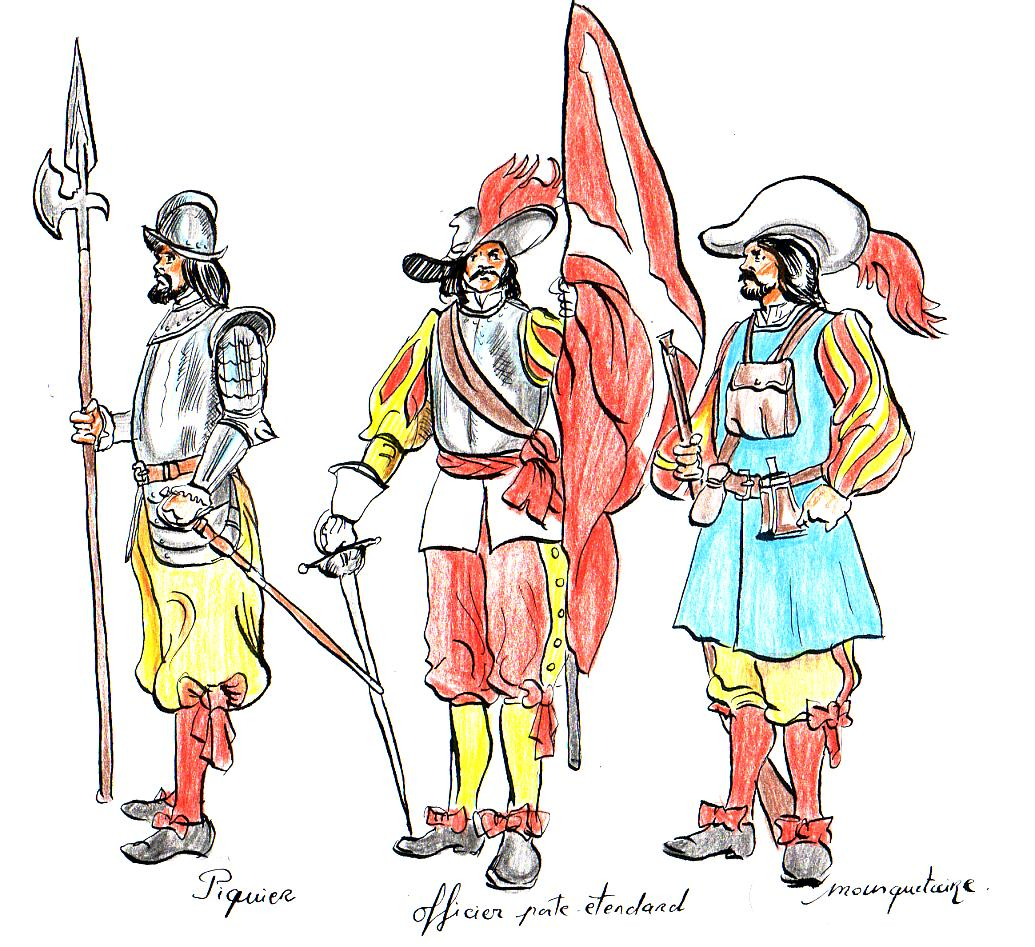
Soldats caractéristiques du Tercio, vers 1650.

Les tercios furent l'unité administrative et tactique de l'infanterie espagnole de 1534 à 1704. Regroupant environ trois mille fantassins professionnels, hautement entraînés et disciplinés, les tercios furent réputés invincibles jusqu'à la bataille de Rocroi. Dans les autres pays, ils furent souvent appelés carrés Espagnols.
Pendant les premières guerres d'Italie, Gonçalve de Cordoue († 1515) augmente le nombre d'arquebusiers et la mobilité de l'Armée espagnole en accordant une plus grande part à l'initiative individuelle. Des regroupements de douze à seize capitanías sont créés sous le nom de coronelía. Par la suite, elles comptent quatre ou six capitanias de 300 hommes. En 1525, l'infanterie espagnole en Italie compte 7 050 hommes regroupés en 33 capitanías. C'est là que naît le terme Tercio, entre 1534 et 1536, pour désigner les trois groupes de capitanías, Lombardie, Naples et Sicile, qui défendent les possessions espagnoles d'Italie.
Durant les premiers temps, les tercios ne sont pas nombreux, ils ne constituent pas l'essentiel de l'infanterie au service du royaume d'Espagne, ils doivent être considérés comme les unités d'élite de celle-ci. En temps de paix, l'entretien des tercios coûtait un tiers environ du budget du royaume de Castille. En temps de guerre, les rois d'Espagne devaient recourir aux emprunts. Une grande partie des tercios est aussi formée de contingents alliés de l'Espagne, avec des tercios italiens, allemands et irlandais.
Le nombre d'unités d'origine espagnole ne va réellement augmenter qu'à partir de 1635, avec le début de la guerre contre la France et la levée des tercios temporaires dans la péninsule ibérique. En 1637, apparaissent les tercios provinciaux. En 1663, ils sont réformés en tercios provinciaux fixes, et sont les premiers portant un uniforme, dont la couleur est distinctive. Une nouvelle ordonnance royale, en mai 1685, réforme à nouveau les tercios qui s'éloignent encore plus du modèle massif du siècle précédent avec douze à quinze compagnies de 66 ou 72 soldats. Les piquiers, arquebusiers et mousquetaires sont en proportion d'un tiers chacun. Les compagnies pouvant, semble-t-il, se répartir en deux bataillons. Vers 1690, l'Armée espagnole forme douze compagnies de grenadiers, armées du fusil et de la baïonnette, l'adoption généralisée de cette arme en 1702 et la suppression des piquiers sonnent le glas du système traditionnel des tercios. Finalement, en 1704, une ordonnance royale de Philippe V supprime les tercios pour leur substituer des régiments à deux bataillons sur le modèle français.

### Guerre hispano-américaine de 1898
L'Armée de terre espagnole disposait en 1897 dans la métropole de 56 régiments d'infanterie (d'un effectif de 804 hommes en temps de guerre), 56 cadres de régiments de réserve, 20 bataillons de chasseurs (964 hommes en temps de guerre), 10 cadres de bataillons de réserve, 28 régiments de cavalerie de 450 à 510 hommes, 13 régiments d'artillerie de campagne à 24 pièces, 1 régiment léger, 3 régiments d'artillerie de montagne soit 68 batteries et 408 pièces et 9 bataillons d'artillerie de forteresse.
Avec les forces du génie militaire, les services et les troupes régionales dans les Baléares, aux îles Canaries et au Maroc espagnol, l'effectif théorique au 1er juillet 1897 était de 100 140 hommes.
De très importantes forces étaient déployées dans ce qui restait de l'empire colonial espagnol, à Cuba et aux Philippines.

## Les blindés Espagnols de 1936 a 1945
Au début du XXe siècle, l'Espagne n'est plus que l'ombre de la puissance coloniale, gigantesque et longtemps incontestée qu'elle a été autrefois. Les renseignements des débuts catastrophiques de la guerre du Rif (12000 pertes espagnoles lors de la bataille d'Anoual) incitent l'état Major à accroître sa puissance de feu par l’acquisition de chars de combat dont l'efficacité a été pleinement démontrée lors du premier conflit mondial.

### Premier débarquement de chars de l'histoire

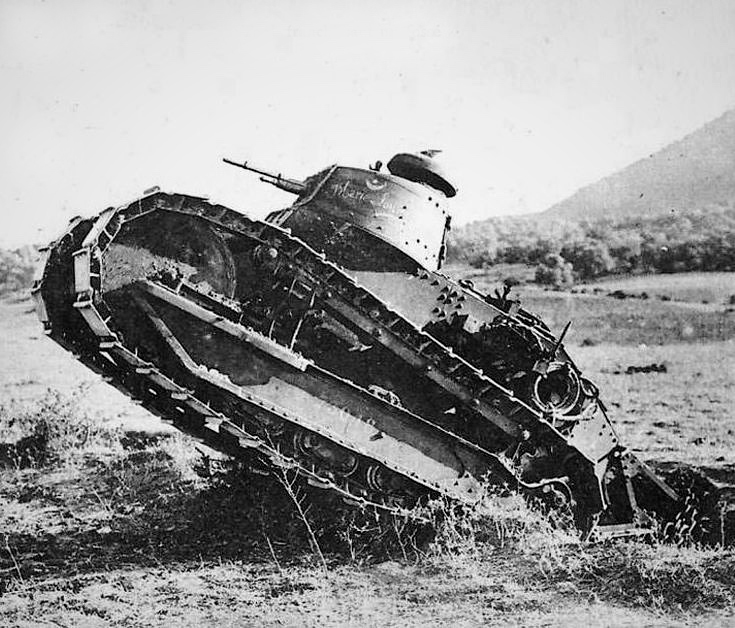
Un Renault FT espagnol armé d'une mitrailleuse durant la guerre du Rif.

Immédiatement après le désastre d'Anoual, les Espagnols s'intéressent tout d'abord au Whippet britannique, mais le prix prohibitif de ce char de combat les pousse à se reporter sur le Renault FT, Paris étant en outre bien disposée dans la mesure où elle a tout intérêt à éviter la contagion de la rébellion Rifaine au protectorat français du Maroc. L'armée ibérique connait déjà bien ce modèle puisqu'un exemplaire avait été réceptionné en juin 1919 et soumis à une série de tests jugés très concluants. Toutefois, les négociations traînent en longueur et, finalement, dix appareils armés d'une mitrailleuse Hotchkiss de 7 mm et une onzième TSF (ainsi que onze porte-chars) sont achetés en septembre 1921 pour former une compagnie de combat, six chars Schneider CA1 étant acquis exactement au même moment. La compagnie débarque au Maroc espagnol à Melila, le 12 mars 1922. Ce sont les Schneider qui subissent les premiers leur baptême de feu le 14 de mars.
L'opération est un échec, mais ce revers est sans conséquence, car les Renault s'imposent peu à peu sur le champ de bataille, en appui de l'infanterie, si bien que six exemplaires supplémentaires sont achetés en 1923 et livrés en 1925 avec leurs camions porte-chars. Ce sont eux qui entrent dans l'histoire en devenant les tout premiers chars à participer à un débarquement amphibie, lors du débarquement d'Al Hoceima, le 9 septembre 1925, depuis des chaloupes "K" modifiées.

### Le Maelström de la guerre civile
Finalement, alors que l'Espagne s'enfonce dans la crise politique au début des années 1930, son armée ne dispose guère d'une force mécanisée cohérente : à peine une dizaine de Renault FT survivants et une poignée de Schneider CA-1. Pire, en marge des forces armées, les courants centrifuges qui fleurissent dans le pays (syndicats anarchistes, requetés, garde d'assaut, phalange, parti communiste, gouvernements autonomes, etc) entretiennent tous des paramilitaires, dont certains alignent des blindés ; c'est le cas de la Catalogne, avec ses cinq camions blindés Hispano-Suiza, et de la garde d'assaut, avec ses 36 Bilbao.
Le 13 juillet, le meurtre du leader monarchiste Calvo Sotelo met le feu aux poudres. Quatre jours plus tard, les généraux Franco, Goded et Mola soulèvent l'armée d'Afrique (Légion étrangère et tirailleurs marocains) au Maroc espagnol. En face, les troupes loyalistes, anarchistes, communistes et forces de gauche constituent un "front populaire" républicain contre le fascisme. Les FT et les Schneider du premier sont engagés, tout d'abord lors de l'écrasement de la caserne madrilène de la Montana, puis sur le front de la Sierra de Guadarrama. Compte tenu de l'état famélique de leur parc blindé, les belligérants recourent alors, très précocement d'ailleurs, à une quantité impressionnante de fabrications artisanales, des plus fantaisistes aux plus réussies, pour certaines produites même en petite série.
Les Catalans conçoivent le char Sadurni de Noya (6 exemplaires), aussi décliné en tracteur d'artillerie, les Basques le char d'infanterie M-1936 "Trubia Naval" (apparemment 20 exemplaires) et le camion blindé "Naval-Somua" sur la base d'autobus Somua (16 exemplaires), l'atelier Constancio Ramiz de Huesca l’impressionnant char Barbastro (4 exemplaires), etc. L'on recense ainsi des dizaines de camions blindés artisanaux ou de chars de combat bricolés à partir de tracteurs agricoles.

### L'internationalisation du parc

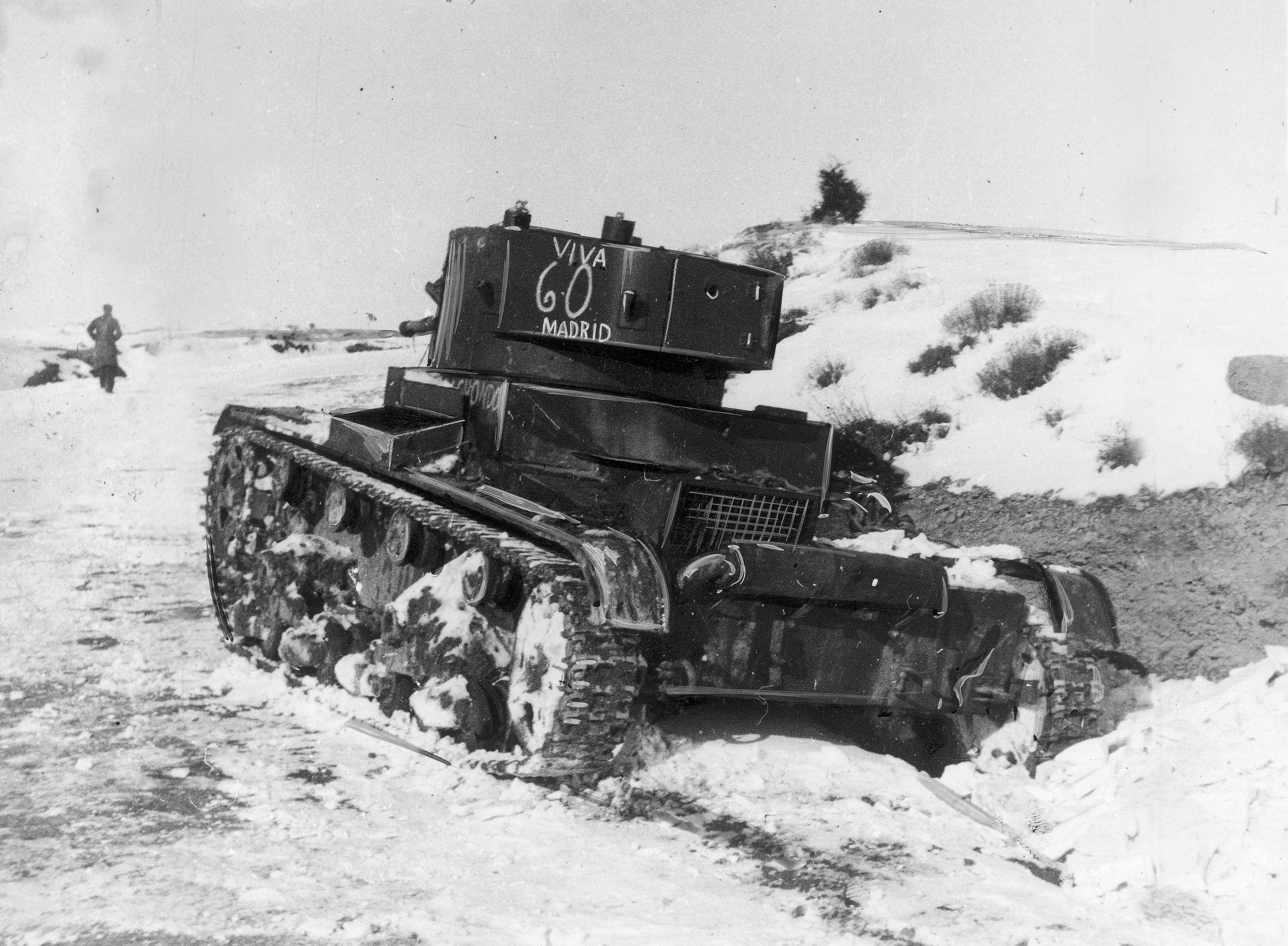
Un T-26 républicain en décembre 1937 durant la bataille de Teruel.

Rapidement, les grandes puissances s'impliquent dans le conflit, l'URSS, et plus discrètement la France du "Front populaire", soutenant Madrid, l'Allemagne nazi et l'Italie fasciste appuyant les nationalistes.
Durant les trois années que dure la guerre civile, Moscou fournit ainsi à L'Ejercito Popular Republicano (EPR) ; rassemblant les différentes factions fidèles à la République, 281 chars T-26 et chars BT-5, quelque 300 auto blindées (80 BA-3 et BA-6, 33 FAI et BA-20, 7 BA-1...) et 8 000 camions. L'arrivée en Espagne de conseillers soviétiques permet même aux loyalistes d'améliorer sensiblement leurs constructions blindées. Dans les murs de l'Union navale de Levante, l'ingénieur Nikolaî Alimov aide les Espagnols à mettre au point un clone de l'automitrailleuse FAI soviétique. Pour autant, en face les nationalistes sont loin d'être inactifs. L'une des curiosités de la guerre d'Espagne est de leur fait, en l'espèce le char de combat Mercier, char de fortune sur tracteur Caterpillar 22 armé de deux mitrailleuses Hotchkiss de 7 mm. Un seul exemplaire est construit.
Franco compte surtout sur les livraisons de matériel assurées par ses alliés allemand et italien. Les premiers expédiant en Espagne 122 Panzer I Ausf. A/B et Befehlpanzer I, une petite partie intégrant le Panzergruppe Drohne.
Les enseignements tirés par les rebelles leur permettent finalement de se lancer dans des tentatives de conception nationale, à savoir le C.CI. tipo 1937, un engin armé d'un canon italien Breda de 20 mm, de mitrailleuses de caisse agencées à la façon du L3, et propulsé par le moteur du "Trubia Naval". La faiblesse du blindage du prototype oblige toutefois les franquistes à renoncer à produire en série le C.C.I. Par ailleurs, si la modification locale du Panzer I Ausf. A par la greffe d'un Breda Mod.35 de 20 mm en tourelle est fructueuse, la production la plus intéressante du camp rebelle reste le Carro Verdeja, un véhicule de 6 tonnes propulsé par un Ford V-8 dont le prototype est achevé en janvier 1939. Capable de filer à 70 km/h sur route, ce char armé d'un canon de 45 mm s'avère des plus prometteurs (il triomphe du T-26 au cours de ses essais), mais la victoire des armées nationalistes en avril 1939, puis les difficultés à conclure un accord avec les motoristes Ford et Maybach, mettent un terme au projet l'année suivante.
L'armée nationaliste, au sortir du conflit, comptabilise 651 chars répartis en 33 compagnies.

### Dans le sillage de l'Allemagne
Au sortir de la Guerre civile espagnole, ce pays est exsangue, et Franco se garde bien de s'engager dans le conflit mondial, malgré les demandes pressantes d'Hitler le suppliant de se joindre a une offensive conjointe contre le rocher Britannique de Gibraltar. En mars 1943, le gouvernement espagnol sollicite tout de même auprès de l'Allemagne l'achat de 250 Panzer III et de 100 Panzer IV. Les négociations ultérieures pour la livraison de 100 Panzer IV supplémentaires, ainsi que de plusieurs Tiger I, ne connaitront pas la moindre concrétisation, et c'est finalement avec un parc blindé des plus obsolètes que l'Espagne entre de plain-pied dans la guerre froide en 1945. Il lui faudra attendre le milieu des années 1950 et la livraison par les États-Unis de M47 Patton pour que l'Armée espagnole remise ses T-26, Panzer I et autres CV-33.

## La Seconde Guerre mondiale

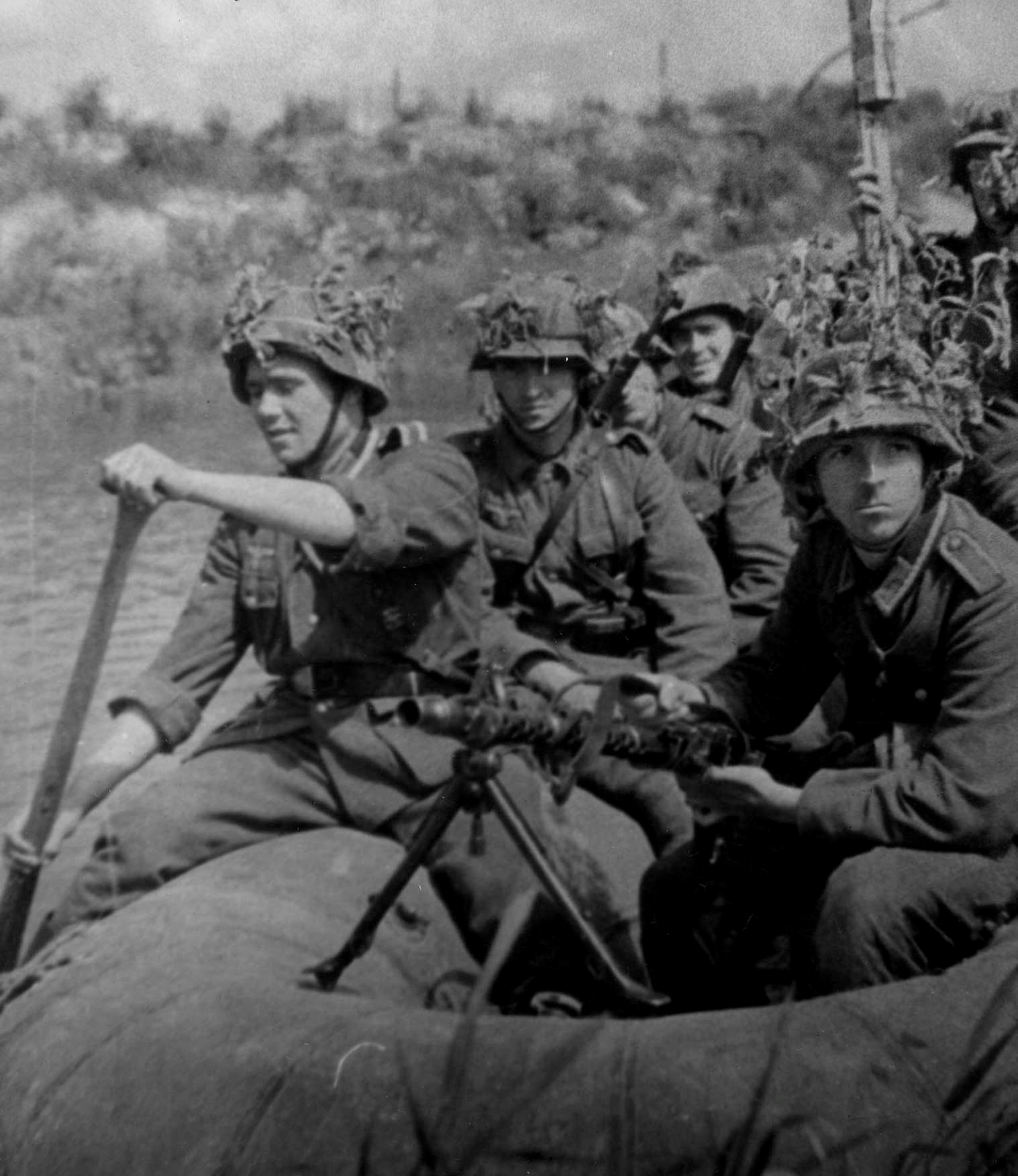
Soldats Espagnols sur un radeau quelque part près de Leningrad.

L'Espagne est restée neutre pendant la Seconde Guerre mondiale. À la fin de la Guerre d'Espagne, l'armée espagnole (franquiste) comptait 1 020 500 hommes, répartis en 60 divisions. Pendant la première année de paix, Franco a réduit de façon spectaculaire la taille de l'armée espagnole à 250 000 hommes au début de 1940, la plupart des soldats étant des conscrits pour deux ans. Quelques semaines après la fin de la guerre, les huit régions militaires traditionnelles (Madrid, Séville, Valence, Barcelone, Saragosse, Burgos, Valladolid, La Corogne) ont été rétablies. En 1944, une neuvième région militaire, dont le siège est à Grenade, est créée. L'armée de l'air devient un service indépendant, sous la tutelle de son propre ministère de l'air. La marine était également indépendante avec son propre ministère.
Francisco Franco, bien que l'Espagne est restée neutre, a permis l'incorporation des Espagnols dans l'armée allemande ( Wehrmacht) en créant la Division Bleue (División Azul en espagnol) pour lutter exclusivement contre l'URSS. Officiellement désignée comme Division Espagnole des Volontaires par l'armée espagnole, et comme 250 Infanterie-Division dans l'armée allemande, elle a été créée à la fin du mois de juin 1941  avec 17.692 volontaires et mise à disposition de la Wehrmacht qui devrait les équiper avec des uniformes allemands. Ils se sont  battus sur le front de l'Est contre l'armée soviétique, où les Espagnols ont été très efficaces pour arrêter l'Armée rouge sur le siège de Leningrad (août 1942 - octobre 1943), principalement à la bataille de Krasny Bor, 5 600 soldats des troupes espagnoles contre 44 000 soldats soviétiques qui ont été appuyés par deux régiments de chars (presque 100 chars) et deux bataillons de mortiers Katioucha pour briser le siège de Leningrad à Krasny Bor. La Division Bleue a réussi à stopper l'attaque russe et le siège de Leningrad a persisté pendant une année supplémentaire. La Division Bleue a perdu 3 645 hommes (75 % de son effectif) contre près de 11 000 Soviétiques tués dans cette bataille.

## Après-guerre

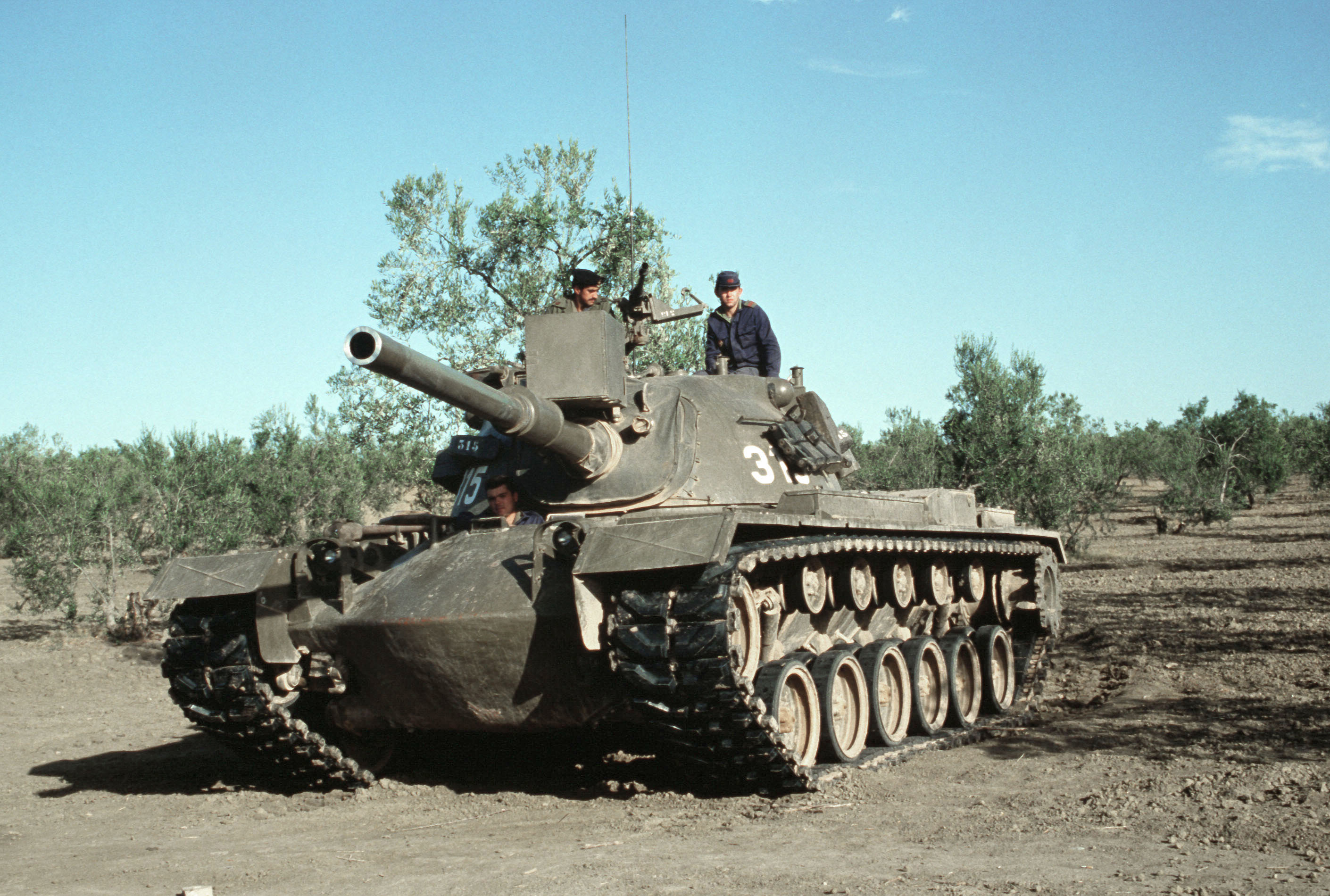
Un M48 en exercice en octobre 1983.

Tout au long des années 1960, l'Espagne avait examiné à la fois l'AMX-30 et le Leopard 1 pour compléter sa flotte existante de chars M47 et M48 Patton. En fin de compte, l'Espagne opta pour l'AMX-30 pour des raisons variées, y compris le refus britannique de vendre le canon de char L7 à un régime fasciste  et surtout grâce à l'offre française de permettre la production de l'AMX-30 en Espagne. L'Espagne commanda 19 chars en 1970, et plus tard convint d'en fabriquer 180 autres à l'usine Empresa Nacional Santa Barbara à Séville. En 1979, l'Espagne commença la production d'un deuxième lot de 100 chars, complétant un total de 299 AMX-30 pour l'armée de terre espagnole ; ceux-ci prirent pour nom AMX-30E. 

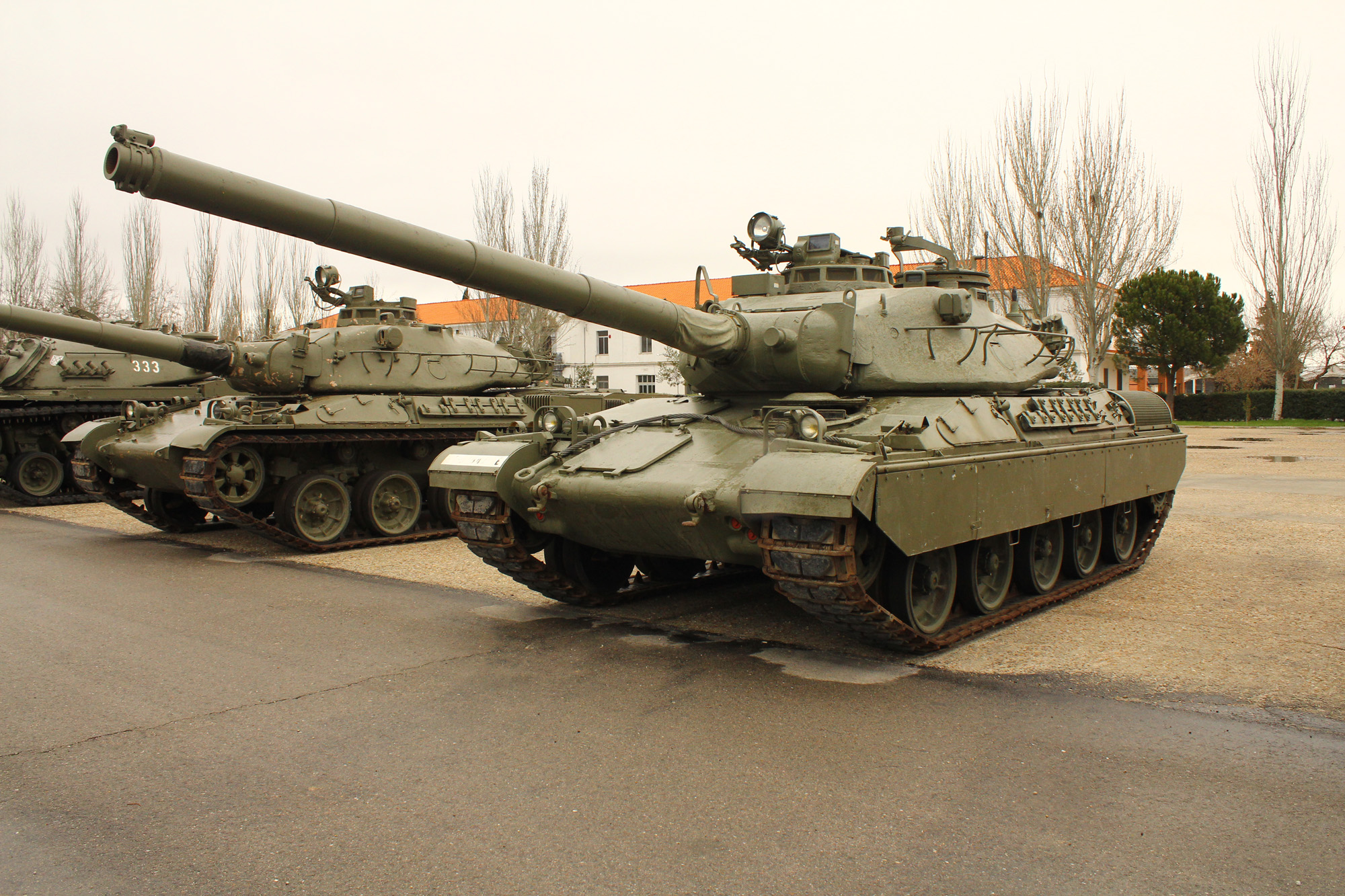
Deux AMX-30E dans un musée.

L'Espagne a également acheté 10 AMX-30D et 18 AMX-30R. La production de l'AMX-30E a pris fin en 1979, l'armée espagnole étant déjà à la recherche d'un programme de modernisation pour améliorer la qualité et la mobilité du char. En 1987, l'armée espagnole a lancé un programme de modernisation de six ans qui aboutit à 150 chars aux normes AMX-30EM2 et modifia encore 149 chars aux normes AMX-30EM1. Le premier était une mise à jour beaucoup plus complète, qui a vu l'amélioration de la mobilité du char à travers l'adoption d'un nouveau moteur et d'une nouvelle boîte de vitesses, ainsi que de la puissance de feu du char, avec le développement d'un système permettant de renforcer l'énergie cinétique et l'introduction d'un système de contrôle de tir beaucoup plus complexe et précis pour le tireur du char, entre autres choses. L'AMX-30EM1 a été qualifié de « reconstruction » et a seulement vu des améliorations de la mobilité du char en adoptant une nouvelle transmission et la rénovation des systèmes les plus obsolètes du véhicule, comme les freins, les indicateurs et les contrôles. Ces AMX-30 ont été reconstruits puis rapidement remplacés par des chars M60 Patton achetés aux États-Unis au début des années 1990, tandis que la flotte de AMX-30EM2 a ensuite été remplacée par le véhicule antichar Centauro B1 et retiré en 2002.

## Organisation et structure dans les années 2000

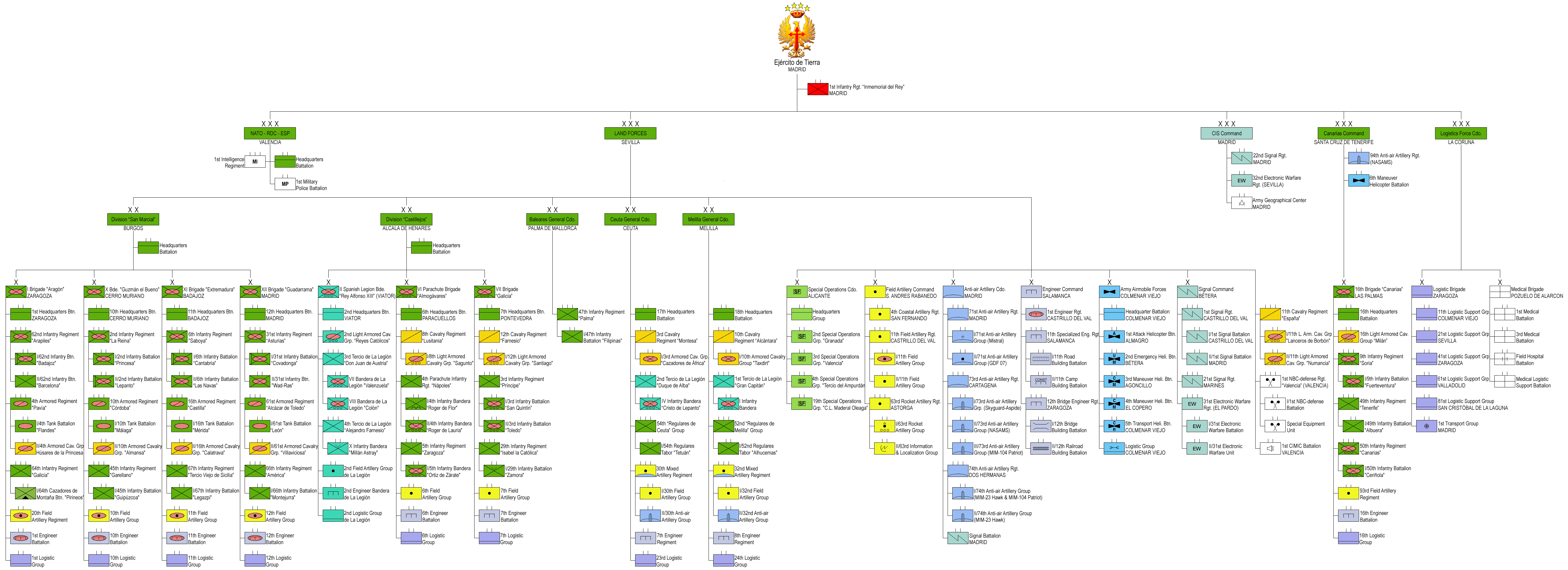
Structure et ordre de bataille de l'Armée de terre espagnole.

Au cours de la période 2006-2009, conformément aux directives du ministère de la Défense, l'Armée de terre espagnole est restructurée pour passer de 86 000 à 54 400 soldats. Une trentaine d'unités devront être dissoutes, les autres étant modifiées ou redéployées afin de répondre à une plus grande efficacité.
La structure suivante va être adoptée :
- un quartier général des forces terrestres à haute disponibilité
- un état-major OTAN
- une force terrestre
- le commandement des Canaries
- la force logistique opérationnelle

### Quartier général des forces terrestres
Le quartier général est l'ensemble des moyens matériels et personnels assumant le commandement de l'ensemble de l'Armée de terre, sous la direction du ministre de la Défense.

### État-major OTAN
C'est un état-major opérationnel répondant aux normes de l'OTAN et apte à commander une force multinationale de l'organisation. Il dispose d'un bataillon de soutien et est stationné à Valence

### Force terrestre
Dépendant directement de l'état-major de la force terrestre, se trouvent les unités suivantes[Quand ?] :
- bataillon des affaires civiles
- régiment de défense NBC
- 3e régiment de transmissions

En outre, elle dispose des unités suivantes :
- les forces "lourdes" (1er Commandement des forces terrestres) :
  - 2 brigades mécanisées (brigade d'infanterie mécanisée nr. 10 "Guzmán el Bueno" et nr. 11 "Extremadura") et 1 brigade blindée (brigade d'infanterie blindée nr. 12 "Guadarrama")
- les forces "légères" (2e Commandement des forces terrestres ou FUL pour Fuerzas ligeras) :
  - 2 brigades d'infanterie légères (brigade d'infanterie nr. 5 "San Marcial" et brigade d'infanterie légère aéromobile nr. 7 "Galicia")
  - 1 brigade d'infanterie de la Légion espagnole (brigade "Rey Alfonso XIII")
  - 1 brigade parachutiste (brigade d'infanterie parachutiste nr. 6 "Almogávares")
  - 1 brigade de cavalerie (brigade de cavalerie nr. 2 "Castillejos")
  - 1 commandement des troupes de montagne
- le commandement général des Baléares (1er/47e bataillon d'infanterie légère Filipinas et 91e batterie d'artillerie mixte)
- le commandement général de Ceuta
- le commandement général de Melilla
- diverses unités :
  - 1 brigade de transmissions
  - 1 brigade aéromobile dépendant des Forces aéromobiles de l'Armée de terre espagnole
  - 1 brigade du génie
  - 1 brigade d'artillerie de campagne
  - 1 brigade d'artillerie côtière
  - 1 brigade d'artillerie anti-aérienne
  - 1 commandement des opérations spéciales (3 groupes)

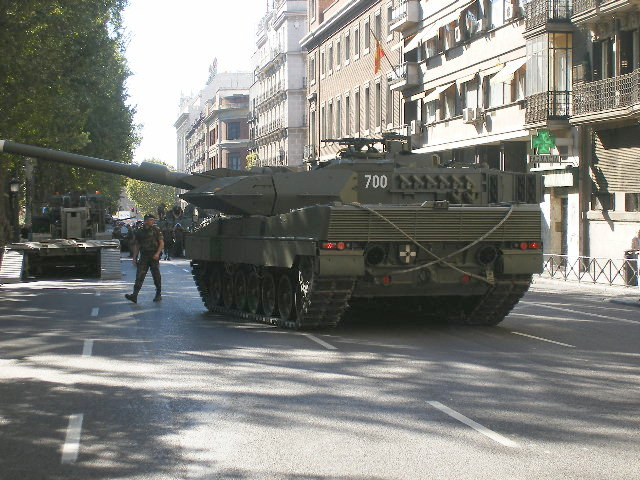
Leopard 2E au cours d'un défilé militaire.

### Commandement desCanaries
Stationné à Santa Cruz de Tenerife, il est composé de :
- la Brigade d'infanterie des Canaries

### Force logistique opérationnelle
Elle se compose des unités suivantes :
- Force logistique terrestre nr. 1
- Force logistique terrestre nr. 2
- brigade de santé (3 bataillons santé, 1 hôpital militaire de campagne et bataillon de support)
- commandement des appuis logistiques opérationnels

## Unités spéciales
Il existe certaines unités spécifiques qui ont, de par leur spécialité, une autonomie propre. Ces unités sont :
- les groupes des opérations spéciales (GOE). Anciennement appelés Compagnies des opérations spéciales, ils sont composés de soldats rompus aux missions non conventionnelles. Ils sont surnommés les "boinas verdes" (bérets verts) en raison de leur coiffe. Il reste actuellement trois groupes, les GOE III, IV et XIX, ce dernier ayant la particularité d'être composé de légionnaires.

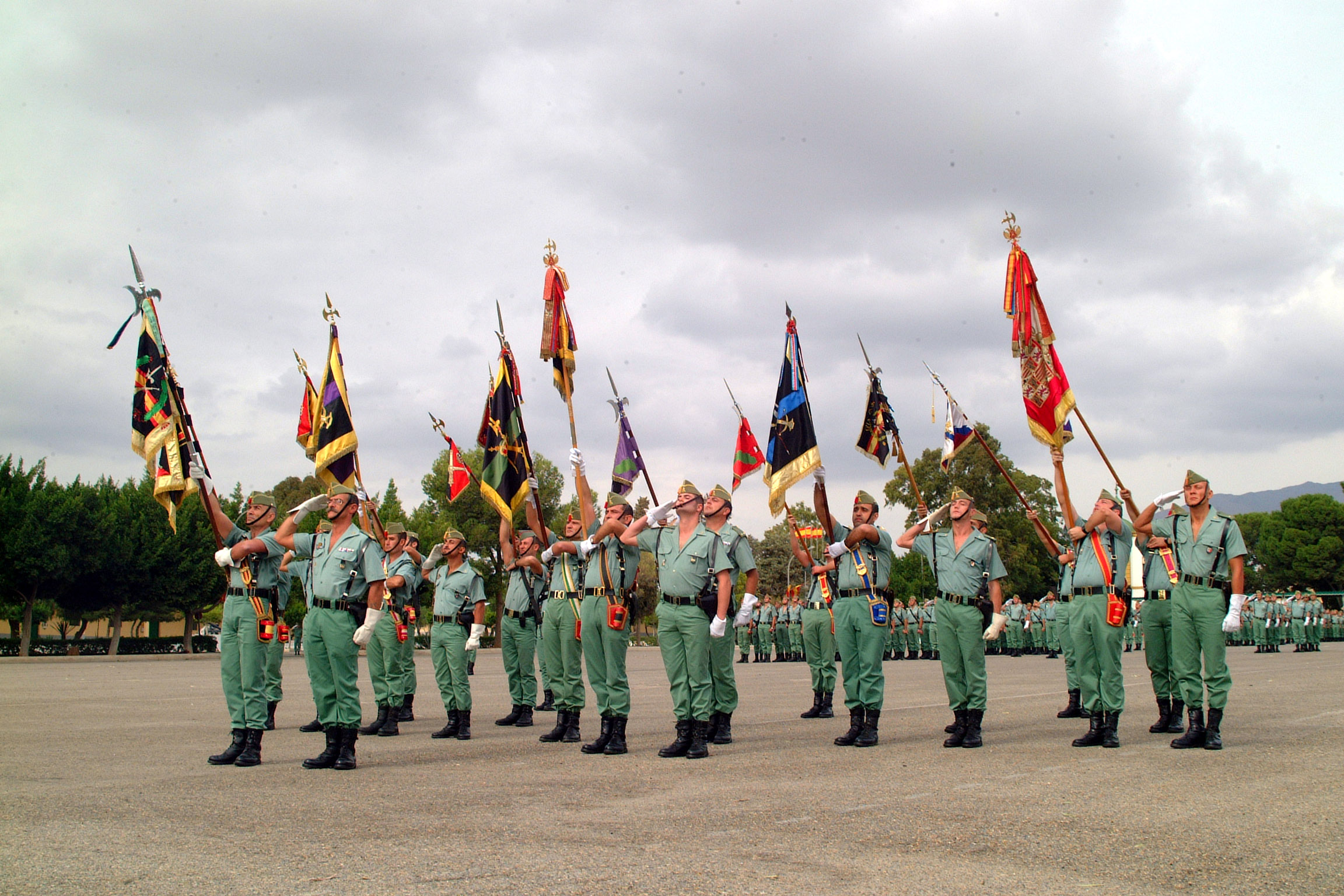
Les emblèmes de la légion.

- la brigade d'infanterie parachutiste (Brigada de infantería ligera paracaidista (BRIPAC)) qui, de par son mode d'action particulier et sa capacité à combattre le plus souvent en arrière des lignes ennemies, se singularise au sein des unités de la force terrestre.
- la légion (Legión). Unité d'infanterie légère, elle est considérée comme un corps d'élite. Elle se compose d'une brigade, ainsi que de deux régiments, stationnés à Ceuta et Melilla.

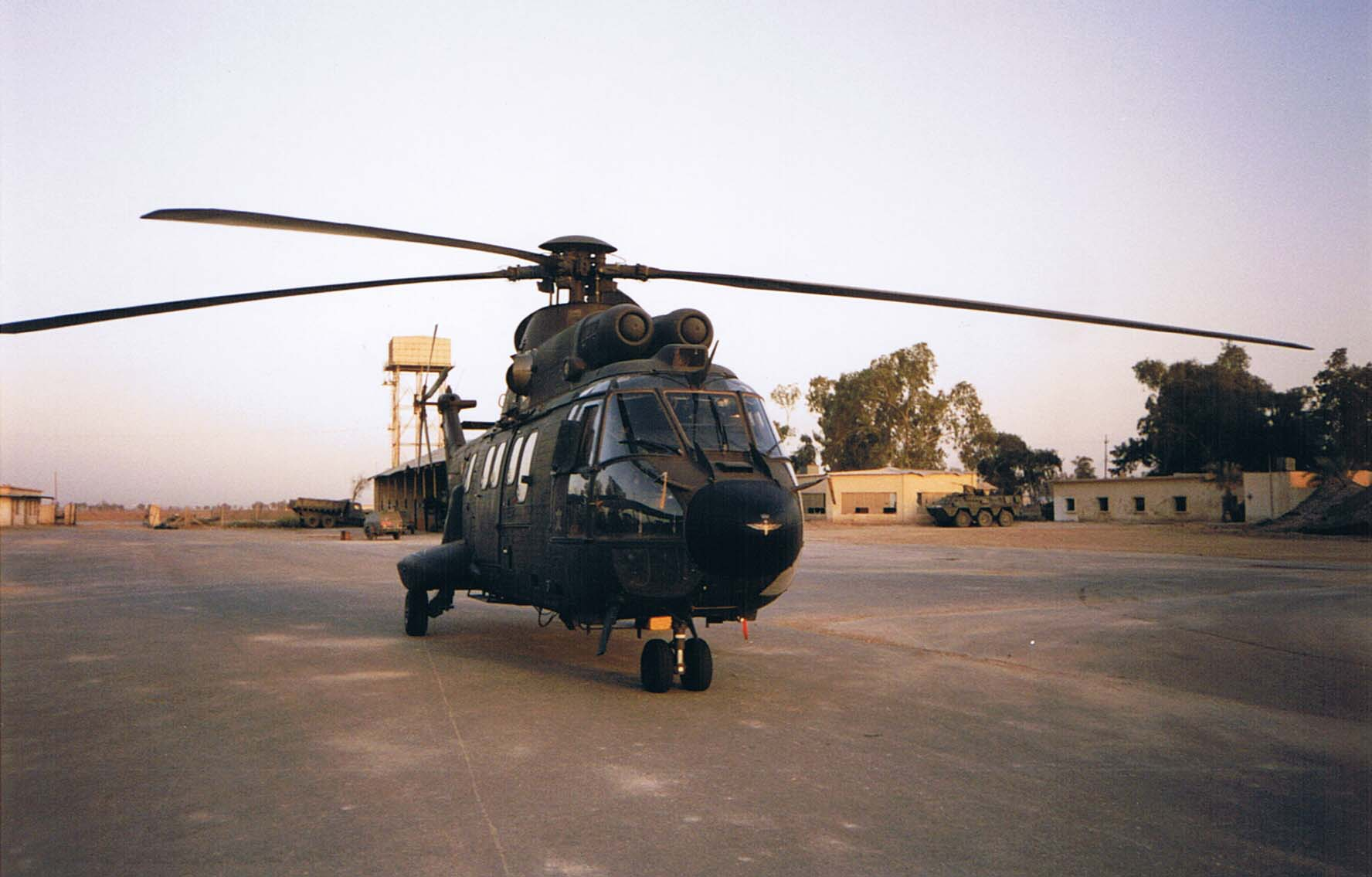
Hélicoptère Super Puma de l'Armée de terre espagnole.

## Composition des unités
Les types d’unité de l'Armée de terre sont les suivants :

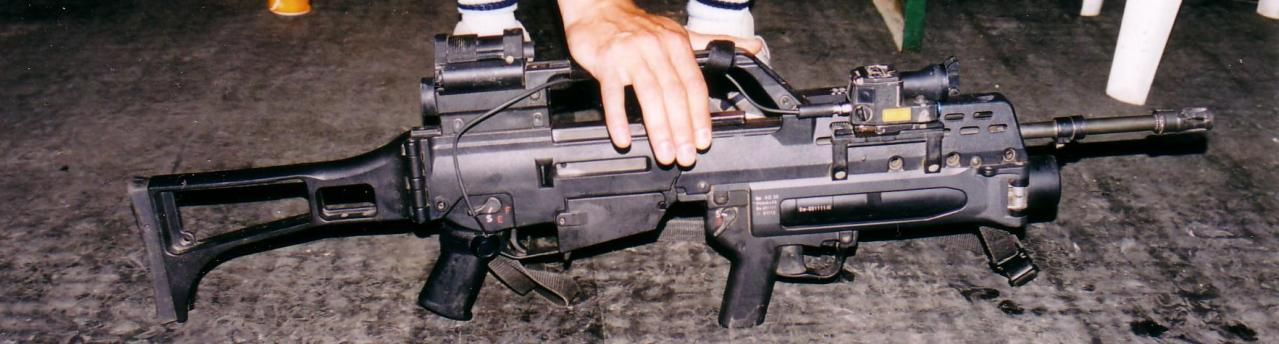
Fusil d'assaut G36.

- Escouade (Escuadra) : une escouade est commandée par un caporal. Il existe plusieurs types d'escouades (exemples de l'infanterie) :
  - escouade de fusiliers : composée d'un caporal et de 3 à 4 soldats. L'armement type est le fusil d'assaut HK G36E
  - escouade de mitrailleuse : composée d'un caporal, qui porte l'arme collective et de 2 à 3 soldats. Ils disposent, en plus de leur armement individuel, d'un fusil mitrailleur MG-3 (fabrication sous licence par l'Empresa Nacional Santa Barbara), d'un canon de rechange et d'environ 2 500 cartouches
  - escouade mortier : composée d'un caporal et de 2 à 3 soldats. Ils servent un mortier de 60 mm et portent de 3 à 5 obus
  - escouade de lance-grenades : composée d'un caporal, qui porte le lance-grenades et de 2 à 3 soldats qui transportent les munitions
- Peloton (Pelotón) : formé de 2 escouades, il est commandé par un caporal-chef ou un sergent. Les différents types de pelotons sont :
  - le peloton de fusiliers formé par 2 escouades de fusiliers ou une escouade de fusiliers et une escouade de mitrailleuses
  - le peloton mixte formé d'une escouade de fusiliers et d'une escouade de mortiers ou de lance-grenades
  - le peloton de mortier formé par un caporal-chef, 1 ou 2 caporaux et 5 à 8 soldats. Le mortier est un mortier de 81 mm démontable.
  - le peloton lance-missiles est un peloton particulier équipé de lance-missiles anti-chars Milan d'une portée maximale de 1 900 m
  - le peloton canon sans recul (Pelotón CSR pour cañón sin retroceso) est équipé d'un canon de 105 mm, généralement monté sur un véhicule léger de type jeep mais pouvant être débarqué. Le peloton se compose d'un caporal-chef, d'un conducteur, d'un caporal et de 4 à 6 soldats
- Section (Sección) formée, selon les besoins de 3 à 4 pelotons. Il est commandé par un adjudant ou un lieutenant
- Compagnie (Compañía) formée de 3 à 4 sections, elle est commandée par un capitaine. En règle générale, les compagnies sont de type :
  - compagnie de fusiliers (4 sections de fusiliers)
  - compagnie mixte formée de 3 sections de fusiliers et d'une section appuis (mortier de 81 mm)
- Bataillon (Batallón) : formé de 4 compagnies. Par ailleurs, il y a en plus une compagnie d'état-major ou de logistique. Le bataillon est commandé par un commandant ou un lieutenant-colonel. Ce type d'unité se nomme "tabor" dans les unités dites "régulières" (unités d'Afrique du Nord), "bandera" à la Légion et chez les parachutistes et "grupo" dans l'artillerie et la cavalerie.
- Régiment (Regimiento) : formé par un ou deux bataillons. Le commandement est assuré par un colonel. Actuellement, ce format d'unité est plus une conservation d'un héritage historique qu'une réelle entité opérationnelle.
- Brigade (Brigada) : formée normalement par 3 bataillons d'infanterie, un groupe d'artillerie et des unités de soutien et de génie. Le commandement en est assuré par un général de brigade.
- Division (División) : formée par 3 à 4 brigades ainsi que des unités supplémentaires de cavalerie, artillerie, génie, etc. Elle est commandée par un général de division
- Corps d'armée (Cuerpo de Ejército) : formé par un nombre variable de divisions ou d'autres unités de rang inférieur. Le commandement en est assuré par un lieutenant-général.

## Les corps de l'Armée de terre
Les effectifs de l'Armée de terre sont répartis en quatre corps :
- Le corps général des armes (CGA) - Celui-ci est divisé en spécialités :
  - infanterie
  - cavalerie
  - artillerie
  - génie
  - transmissions
- Le corps des ingénieurs polytechniques (CIP)
- Le corps de l'intendance (CI)
- Le corps des spécialistes (CE)

## Équipement

### Armement individuel
- - Fusil d'assaut HK G36
  - Mitrailleuse MG3
  - Fusil de précision Barrett M95
  - Pistolets Astra
  - Lance-missile Milan
  - Lance-missile antiaérien Mistral

### Armes collectives
- Mortier automoteur EIMOS
- Obusier tracté Santa Bárbara Sistemas 155/52

### Véhicules blindés
- - Char de combat Leopard 2
  - Véhicule de combat d'infanterie Dragon
  - Transport blindé ASCOD Pizarro / Ulan
  - Transport blindé léger sur roues BLR-600
  - Transport blindé moyen sur roues BMR-600
  - Véhicule blindé léger VEC Véhicule d'exploration de cavalerie)
  - Véhicule blindé léger URO VAMTAC
  - Véhicule léger tout-terrain Anibal

### Hélicoptères
- - Hélicoptère de combat Eurocopter Tigre
  - Hélicoptère de transport lourd Chinook
  - Hélicoptère de transport moyen NH90[20]
  - Hélicoptère de transport moyen Super Puma
  - Hélicoptère de transport moyen Cougar
  - Hélicoptère de transport léger UH-1H
  - Hélicoptère léger polyvalent EC 135
  - Hélicoptère léger polyvalent Bo 105

### Futures acquisitions
- Lance-roquettes multiple SILAM (LRM) (Sistema Lanzador de Alta Movilidad d'Expal[21]), prévu en remplacement du Teruel (LRM) à l'horizon 2024-2025 mais suspendu, avec une capacité de 40 à 150km et en mode missile balistique tactique jusqu'à 300km avec guidage additionnel[22]. Il sera probablement placé sur véhicule porteur Iveco 6x6 ou 8x8[23]. L'unité de l'artillerie mettant en œuvre les lance-roquettes multiples n'en dispose plus depuis 2011[24].